# Clyde Vernon Cessna
Clyde Vernon Cessna (Hawthorne, 5 dicembre 1879 – Rago, 20 novembre 1954) è stato un aviatore e progettista statunitense.

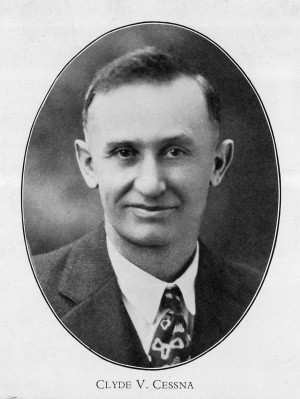
Clyde Vernon Cessna (c. 1920)

È il fondatore della Cessna Aircraft Corporation.

## Primi anni
Nato ad Hawthorne (Iowa), figlio di Mary Vandora (Skates) e James William Cessna. La famiglia Cessna ha antenati francesi e tedeschi. Quando aveva due anni, lui e la sua famiglia si trasferirono nella località rurale di Rago, nella Contea di Kingman in Kansas, lungo il fiume Chikaskia. Durante la sua infanzia ha usato la sua attitudine all'innovazione e le sue competenze di meccanica per migliorare macchine agricole e per sviluppare nuovi metodi di coltivazione. In seguito divenne un rivenditore di auto di successo ad Enid, in Oklahoma.
L'interesse di Clyde per l'aviazione è iniziato nel 1910 dopo aver assistito ad una esibizione aerea nel Kansas. Dopo questo evento si convinse a proseguire la sua carriera nel settore dell'aviazione. quindi lasciò l'Oklahoma si trasferì a New York dove lavorò per un breve periodo presso la Queen Aeroplane Company, imparando i principi di costruzione degli aerei.

## La Cessna Aircraft Corporation
La Cessna Aircraft Corporation è stata ufficialmente fondata il 7 settembre 1927. Nella seconda parte del 1927, la Cessna si è impegnata a progettare e costruire un monoplano efficiente. L'"AW" è stato completato verso la fine del 1927, era un velivolo ad ala singola con velocità massima fino a 145 mph (233 km/h) ed un'autonomia massima di oltre 7 ore. Il primo aereo ha volato il 13 agosto 1927.
Nel decennio successivo, la società produsse molti velivoli da corsa e sportivi, generalmente noti per la loro sicurezza, prestazioni ed economicità.
Nonostante il successo dei nuovi modelli, la Grande depressione portò un catastrofico calo delle vendite di aerei, che causò il fallimento della società, e la sua chiusura totale nel 1931. Nel 1934, Cessna ha riaperto il suo stabilimento di Wichita, che ben presto però vendette ai suoi nipoti nel 1936.

## Gli ultimi anni
Dopo aver venduto la Cessna Aircraft Corporation ai suoi nipoti, Clyde Cessna tornò ad una vita di campagna.
Su richiesta dei nipoti, Clyde ha accettato di partecipare ai fatti della società, ma per lo più a titolo rappresentativo; rimase sempre fuori dall'operatività quotidiana dell'azienda.
Clyde Vernon Cessna morì nel 1954, all'età di 74 anni.